# Comps (Drôme)
Comps település Franciaországban, Drôme megyében. Lakosainak száma 137 fő (2022. január 1.). Comps Bourdeaux, Dieulefit, Orcinas, Truinas és Vesc községekkel határos.

## Népesség
A település népességének változása:
| Lakosok száma | 119  | 129  | 137  | 153  | 163  | 171  | 156  | 143  | 140  | 137  |
|               | 1968 | 1982 | 1990 | 2006 | 2013 | 2015 | 2017 | 2019 | 2020 | 2022 |